# Chromolaena misella
Chromolaena misella là một loài thực vật có hoa trong họ Cúc. Loài này được (McVaugh) R.M.King & H.Rob. mô tả khoa học đầu tiên năm 1972.